# シリア暫定政府
シリア暫定政府（アラビア語: الحكومة الانتقالية السورية, al-Ḥukūma al-Intiqālīya al-Sūrīya, アル＝フクーマ・アル＝インティカーリーヤ・アッ＝スーリーヤないしはحكومة تصريف الأعمال السورية, Ḥukūmat Taṣrīf al-Aʿmāl al-Sūrīya, フクーマト・タスリーフ・アル＝アアマール・アッ＝スーリーヤ、英語：Syrian transitional government）は、シリアにおける2024年12月8日のアサド政権崩壊後に政権移譲を受けた、シャーム解放機構（HTS）主体の暫定政府。2025年3月までの任期を定めており、2025年3月29日、シリア移行政府を組織して解消された。

## 経緯
2011年に始まったシリア内戦で、2024年シリア反政府勢力の攻勢により首都ダマスカスが制圧され、バッシャール・アル＝アサド政権が崩壊した。アサド政権下でシリアの首相を務めたムハンマド・ガーズィー・アル＝ジャラーリーは早期の政権移譲を行う意向を示した。
翌12月9日、反体制派だったシャーム解放機構（HTS）指導者のアフマド・フサイン・アッ＝シャラア、ムハンマド・ガーズィー・アル＝ジャラーリー、シリア救国政府首相ムハンマド・アル＝バシールらによる会談で政権移譲の合意がなされ、ムハンマド・アル＝バシールが暫定政府の新たな首相となることが発表された。HTSなどはアサド政権打倒を「革命」と呼称している。
2025年1月29日の会合で報道官が、シャラアが暫定大統領に就任したことと、アサド政権時代の与党バアス党が解体されたことを発表した。
2025年3月13日、イスラム法を基礎とし、正式な政府樹立まで5年間の移行期間を取るとした暫定憲法草案にシャラア暫定大統領が署名した。3月29日には新たな閣僚を任命し、シリア移行政府の成立が宣言された。

## 活動

### 内政
2024年12月12日、報道官がAFP通信に対して、アサド政権時の憲法と議会を当面停止するとともに、「法の支配」確立、宗教的・文化的多様性の尊重をめざす方針を明らかにした。

### 軍事
アサド政権時代の国軍と治安部隊は既に解体され、旧反体制派の武装組織の解体と新政府傘下への統合をめざしている。
シリア国内には、クルド人主体のシリア民主軍（SDF)、親トルコ系武装組織、イスラム国（IS）などが活動しているほか、IS攻撃のためSDFを支援するアメリカ軍がアサド政権時代から駐留している。

## 外交と諸外国・国際機関の対応

### トルコ
シリア北隣のトルコは暫定政府に協力姿勢をとっており、フィダン外相は2025年2月5日、両国のほかイラク、ヨルダンが外交、軍事、諜報分野で連携することに合意し、シリア領土内のISに対する掃討作戦を展開すると表明した。トルコは、自国領土内にもいるクルド人勢力と対立しており、ISを抑えているSDFの影響力を減殺する狙いがあると分析されている。

### アメリカ合衆国
アメリカ合衆国（米国）は2024年12月、シリア暫定政府を率いるシャラアへの報奨金を取り下げた。さらにアメリカ合衆国大統領ドナルド・トランプは2025年5月のサウジアラビア訪問時、シリアに対する経済制裁解除を表明し、14日にはシャラアと会談して、終了後に国交正常化を検討していることを表明した。会談にはサウジアラビア皇太子ムハンマド・ビン・サルマーンが立ち会い、トルコ大統領レジェップ・タイイップ・エルドアンも電話で参加した。

### イスラエル
暫定政府成立後もイスラエル国防軍はシリア各地への散発的空爆とゴラン高原占領を続けているほか、ゴラン高原から続くヘルモン山を新たに占領した。シリア暫定政府はこれらに反発しつつも、イスラエルとの対決を避ける姿勢を表明してアラブ首長国連邦（UAE）の仲介により外交的接触も持っている。イスラエルとUAEなど一部アラブ諸国が国交正常化で合意した2020年のアブラハム合意について、シリア暫定政府は合流するよう米国から求められており、イスラエルのギデオン・サール外務大臣は実現するなら「歓迎する」とコメントしつつ、暫定政府の安定性に懐疑的見方を示し、占領地をイスラム過激派勢力との緩衝地帯として維持する姿勢を強調した。

## シリア暫定政府ムハンマド・アル＝バシール内閣閣僚一覧

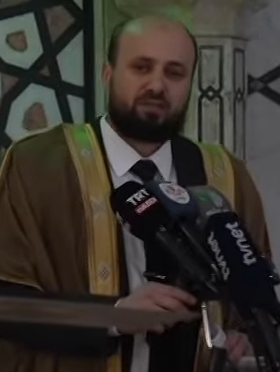
首相：ムハンマド・アル＝バシール

### 首相
ムハンマド・アル＝バシール
- アラビア語：محمد البشير（文語アラビア語発音：Muḥammad al-Bashīr）
- 英字表記例：Mohammed al-Bashir（口語発音依拠、モハンメド・アル＝バシール）
- 政党・所属組織：シャーム解放機構（HTS）、シリア救国政府
- 就任日：2024年12月10日

1983年、イドリブ県ジャバル・アッ＝ザーウィヤ（アラビア語：جبل الزاوية, Jabal al-Zāwiya）地方のマシュウーン（アラビア語：مشعون, Mashʿūn、英字表記例：Mashoun）村生まれ。2007年にアレッポ大学で電気・情報工学（通信分野）の学位を取得、2021年にはイドリブ大学でシャリーア（イスラーム法）ならびに法律の学位を取得。あわせて行政組織ならびにプロジェクトマネジメントの資格も有する。
2011年に国営企業シリアガス会社（アラビア語：شركة الغاز السورية, Sharikat al-Ghāz al-Sūrīya, シャリカト・アル＝ガーズ・アッ＝スーリーヤ、英語名称：Syrian Gas Company（略称SGC））のガス工場における精密機器部門の責任者となったが、2011年にシリア内戦が勃発してからは人道支援の道に転向。被災児童らのためのアル＝アマル教育研究所（アラビア語：معهد الأمل التعليمي, Maʿhad al-Amal al-Taʿlīmī, マアハド・アル＝アマル・アッ＝タアリーミー、英語名称：Al Amal Educational Institute）所長となった。
シャーム解放機構（HTS）メンバーとして救国政府で複数の役職を歴任。ワクフ・宣教・教導省でイスラーム教育部門部長（2年半）、開発・人道問題省内部局の局長ならびに副局長、救国政府アリー・ケダ（アラビア語：علي كده, ʿAlī Keda）内閣における開発・人道問題大臣（2022年～2023年）を経て、2024年1月13日にシリア救国政府の首相選出選挙で当選し首相となった。

### 内務大臣
ムハンマド・アブドゥッラフマーン
- アラビア語：محمد عبد الرحمن（文語アラビア語発音：Muḥammad ʿAbd al-Raḥmān）
- 英字表記例：Mohammad Abdul Rahman（口語発音依拠、モハンマド・アブドゥッラフマーン）
- 政党・所属組織：シャーム解放機構（HTS）、シリア救国政府
- 就任日：2024年12月10日

1985年、イドリブ県ムハンバル町生まれ。ホムスのシリア軍士官学校出身。2012年にシリア国軍を離反し反体制派に合流。軍事などに関わる重要な役職を複数任され、2022年には救国政府の内務大臣に就任した。

### 外務大臣
アスアド・アッ＝シャイバーニー / アスアド・ハサン・アッ＝シャイバーニー
- アラビア語：أسعد الشيباني（文語アラビア語発音：Asʿad al-Shaybānī(al-Shaibānī)）/ أسعد حسن الشيباني（文語アラビア語発音：Asʿad Ḥasan al-Shaybānī(al-Shaibānī)）
- 口語的・慣用的・誤読的アラビア語発音：アスアド・アッ＝シーバーニー（Asʿad al-Shībānī）
- 英字表記例：Asaad Hassan al-Shaybani
- 政党・所属組織：シャーム解放機構（HTS）、シリア救国政府
- 就任日：2024年12月21日

1987年、ハサカ県生まれ、シャイバーン族出身。家族とともにダマスカスに移住。ダマスカス大学で英文学を専攻し2009年に学士号を取得。トルコのイスタンブール・サバハッティン・ザイム大学（Istanbul Sabahattin Zaim University）で政治・国際関係学の修士号を2022年、博士号を2024年に取得した。シリアの反体制派には2011年当初から参加。イドリブの救国政府ではシリア国内外の政務に従事、外交の分野でも活動した。

### 法務大臣
シャーディー・アル＝ワイスィー/ シャーディー・ムハンマド・アル＝ワイスィー
- アラビア語：شادي الويسي（文語アラビア語発音：Shādī al-Waysī(/Waisī)）/ شادي محمد الويسي（文語アラビア語発音：Shādī Muḥammad al-Waysī(/Waisī)）
- 英字表記例：Shadi al-Waisi / Shadi Mohammad al-Waisi（口語発音依拠、シャーディー・モハンマド・アル＝ワイスィー）
- 政党・所属組織：シャーム解放機構（HTS）、シリア救国政府
- 就任日：2024年12月10日

1985年、アレッポ生まれ。イスラーム法のイジャーザ（免状）と教育資格ディプロマを所有。現在イスラーム学ならびに司法に関する修士論文を作成中。元々はアレッポでイスラーム式教育の教師やモスクなどでのイマーム（礼拝の導師）・宗教講話の業務を7年間続けていた。その後イスラーム司法業の世界に入り、シリア救国政府メンバーとして司法・裁判に関する複数ポストを歴任。2022年～2024年には内務大臣を務めた。

### 国防大臣（防衛大臣）
ムルハフ・アブー・カスラ
- アラビア語：مرهف أبو قصرة（文語アラビア語発音：Murhaf Abū Qaṣra(/Qaṣrah)）
- 英字表記例：Murhaf Abu Qasra
- 政党・所属組織：シャーム解放機構（HTS）、シリア救国政府
- 就任日：2024年12月21日

1983年、ハマー県で農業を営む一家に生まれたが、内戦に伴いイドリブに移住。出生地にちなんだ活動名・コードネームの「アブー・ハサン・アル＝ハマウィー」（「ハマー出身のハサン父」の意）や「アブー・ハサン 600」でも知られる。ダマスカス大学では農業工学を学び、農村開発や農村社会が抱えるインフラ整備不足などの諸問題に関心を寄せた。内戦が始まり市民を守るための軍事行動に参加するようになるとその指導力を発揮。2011年以降は反体制派の軍事活動に従事し、シャーム解放機構（HTS）では軍事部門指揮官として組織をまとめ上げる調整役を担った。。

### 総合情報局長
アナス・ハッターブ/ アナス・ハサン・ハッターブ
- アラビア語：أنس خطاب（文語アラビア語発音：Anas Khaṭṭāb）/ أنس حسن خطاب（文語アラビア語発音：Anas Ḥasan Khaṭṭāb）
- 英字表記例：Anas Khattab / Anas Hasan Khattab
- 政党・所属組織：シャーム解放機構（HTS）、シリア救国政府
- 就任日：2024年12月26日

シリアでムハーバラート（アラビア語：المخابرات, al-mukhābarāt, アル＝ムハーバラート）と称されてきた公安・諜報機関の後継。1987年、リーフ・ディマシュク県（ダマスカス郊外県）ジャイルード（アラビア語：جيرود, JayrūdないしはJairūd）町生まれ。ダマスカス大学で建築工学を専攻したが中退、アメリカ合衆国に対するジハードに参加するために2008年にイラクへ渡航。当初はアサド政権から兵士として派遣された形だったが、イスラーム主義組織との関係を持つようになりアブー・ムスアブ・アッ＝ザルカーウィー率いる「タウヒードとジハード集団」（後の「イラクのイスラーム国」）に加入。ジハード名アブー・アフマド・フドゥード（アラビア語：أبو أحمد حدود, Abū Aḥmad Ḥudūd）を名乗るようになった。
後にシリアに帰国してヌスラ戦線設立に関与、ヌスラ戦線のシューラー評議会メンバーや運営責任者などの要職を歴任。シャーム解放機構（HTS）では治安機関（総合治安機関、総合安全局）責任者やアブー・ムハンマド・アル＝ジャウラーニー（本名：アフマド・アッ＝シャルウ、口語発音：-・アッ＝シャルア、-・アッ＝シャラア他）の側近・護衛を務めた。
イドリブの救国政府（救済政府）では公安機関のトップとして活動し、シリア国内複数地域における公安・諜報活動を統括した。
2012年にはアメリカ合衆国から、2014年には国連からテロリストの指定を受けた。

### 財務大臣

#### 2024年12月時点
リヤード・アブドゥッラウーフ
- アラビア語表記：رياض عبد الرؤوف（文語アラビア語発音：Riyāḍ ʿAbd al-Raʾūf）
- 英字表記例：Riad Abdul Ra'ouf、Riad Abdul-Raouf、Riad Abdulraouf
- 政党・所属組織：アサド政権の財務関連省庁事務次官職経験を経て財務大臣（～2024年）
- 就任日：2024年12月23日

1975年、ダマスカス生まれ。英語とフランス語が堪能なことでも知られる。1997年ダマスカス大学で会計学の学士を取得、2002年にダマスカス大学で会計監査学の修士号を取得。フランスに留学し、会計監査学の修士号を2005年、博士号を2010年に取得し、帰国後はダマスカス大学経済学部の運営にも携わった。バッシャール・アル＝アサド政権下のシリア政府では財務や予算策定に関与、2024年9月23日には財務大臣就任が発表された。

#### 2025年1月時点
ムハンマド・アバーザイド / ムハンマド・アブドゥルハリーム・アバー・ザイド
- アラビア語表記：محمد أبازيد（文語アラビア語発音：Muḥammad Abāzayd, ムハンマド・アバーザイド）/ محمد عبد الحليم أبا زيد[36]（文語アラビア語発音：Muḥammad ʿAbd al-Ḥalīm Abā Zayd(/Zaid), ムハンマド・アブドゥルハリーム・アバー・ザイド）/ محمد عبد الحليم أبازيد[37]（Muḥammad ʿAbd al-Ḥalīm Abāzayd(Abāzaid), ムハンマド・アブドゥルハリーム・アバーザイド）
- 口語アラビア語的発音：Muḥammad Abāzeyd(/Abāzeid)[38]（ムハンマド・アバーゼイド）もしくは Muḥammad Abāzēd[39]（ ムハンマド・アバーゼード）
- その他現地方言発音：Muḥammad Abāzīd[40]（ムハンマド・アバーズィード）
- 英字表記例：Mohammed Abazid[41]（口語発音依拠：モハンメド・アバーズィード）、Mohammad Abazeid[42]（口語発音依拠：モハンマド・アバーゼイド）、Mohammad Abazaid（口語混じり発音依拠：モハンマド・アバーザイド）

### 経済・貿易大臣
バースィル・アブドゥルアズィーズ
- アラビア語表記：باسل عبد العزيز（文語アラビア語発音：Bāsil ʿAbd al-ʿAzīz）
- 英字表記例：Basel Abdul Aziz（口語発音依拠、バーセル・アブドゥルアズィーズ）
- 政党・所属組織：シャーム解放機構（HTS）、シリア救国政府
- 就任日：2024年12月10日

1984年アレッポ生まれ。2009年アレッポ大学でエネルギー光学の学士を取得、加えて経済や人材マネジメントなどについても学んだ。アレッポ大学機械工学部における講師職を経て、反体制派地域における産業・経済活動の運営や通貨管理に従事。後に救国政府の経済・資源省大臣に就任した。

### 農業・農地改革大臣
ムハンマド・アル＝アフマド/ ムハンマド・ターハー・アル＝アフマド
- アラビア語表記：محمد الأحمد（文語アラビア語発音：Muḥammad al-Aḥmad）/ محمد طه الأحمد（文語アラビア語発音：Muḥammad Ṭāhā al-Aḥmad）
- 英字表記例：Mohammad al-Ahmad（口語発音依拠、モハンマド・アル＝アフマド(/アハマド)）/ Mohammad Taha al-Ahmad（口語発音依拠、モハンマド・ターハー・アル＝アフマド(/アハマド)）
- 政党・所属組織：シャーム解放機構（HTS）、シリア救国政府
- 就任日：2024年12月10日

1982年、ハマー生まれ。2007年シリアのアレッポ大学で農業工学学士、2012年エジプトのカイロ大学で修士号、2020年イドリブ大学で博士号を取得。イドリブの救国政府で農業灌漑大臣などを務めた。

### 水資源大臣
ウサーマ・アブー・ザイド
- アラビア語表記：أسامة أبو زيد[44]（文語アラビア語発音：Usāma(ないしはUsāmah) Abū Zayd(ないしはZaid)）
- 英字表記例：Osama Abu Zaid（口語発音依拠、オサーマ・アブー・ザイド）
- 政党・所属組織：シャーム解放機構（HTS）、シリア救国政府
- 就任日：2024年12月

イドリブ近辺における発電事業や水利事業を担当。反体制派組織連合体ファトフ軍時代はヌスラ戦線（アン＝ヌスラ戦線）一員としてイドリブの水利事業を担当。その後のシリア救国政府時代には（飲用）水公社トップ、トルコ企業との提携でトルコ国内からの送電を受けたり（2020年～）太陽光発電の売電を行ったりするグリーン・エナジー（アラビア語：غرين إينرجي、英語：GREEN ENERGY）社事業のエグゼクティブディレクターを務めるなどした。

### 電力大臣
ウマル・シャクルーク
- アラビア語表記：عمر شقروق（文語アラビア語発音：ʿUmar Shaqrūq）
- 英字表記例：Omar Shaqrouq（口語発音依拠、オマル・シャクルーク）
- 政党・所属組織：シャーム解放機構（HTS）、シリア救国政府
- 就任日：2024年12月

反体制地域では電力事業に従事、北部一帯での送電事業整備を行った。その後シリア救国政府の電力大臣に任命。なお、2018年には電力施設視察中にシリア解放戦線側に逮捕されるという経験もしている。

### 運輸大臣
バハーウッディーン・シャルム
- アラビア語表記：بهاء الدين شرم[51]（文語アラビア語発音：Bahāʾ al-Dīn Sharm）
- 英字表記例：Bahaa Aldeen Sharm / Baha el-Din Sharm（口語発音依拠、バハーイッディーン・シャルム）
- 政党・所属組織：―
- 就任日：2024年12月

### 地方行政・環境大臣
ムハンマド・ムスリム/ ムハンマド・アブドゥッラフマーン・ムスリム
- アラビア語：محمد مسلم（Muḥammad Muslim）/ محمد عبد الرحمن مسلم（Muḥammad ʿAbd al-Raḥmān Muslim）
- 英字表記例：Mohamed Muslim（口語発音依拠、モハンメド・ムスリム）/ Mohamed Abdel Rahman Muslim（口語発音依拠、モハンメド・アブデッラフマーン(/アブデッラハマーン)・ムスリム）
- 政党・所属組織：シャーム解放機構（HTS）、シリア救国政府
- 就任日：2024年12月10日

1988年、アレッポ生まれ。2003年にアレッポ大学で機械工学の学士を取得。イドリブの地方議会（地方当局）設立に参加し、2013年～2015年にかけてマアッラト・アン＝ヌウマーン地方議会（地方当局）議長を務めた。その後は被災地域の再建事業などに携わり、2018年には救国政府の地方行政・サービス省副大臣に任命、その後同省の大臣となった。

### 開発大臣
ファーディー・アル＝カースィム
- アラビア語：فادي القاسم（Fādī al-Qāsim）
- 英字表記例：Fadi al-Qassem（口語発音依拠、ファーディー・アル＝カーセム）
- 政党・所属組織：シャーム解放機構（HTS）、シリア救国政府
- 就任日：2024年12月10日

1980年、イドリブ県生まれ。2003年にアレッポ大学で土木工学の学士を取得。大学院では都市計画やプロジェクトマネジメントを専攻した。公共・民間の両部門でエンジニアとして働き、シリアの複数県におけるインフラ計画などに携わった。解放地区では人道・開発分野に従事し、内戦で被害を受けた人々の支援に当たった。2022年に救国政府の開発・人道問題省の副大臣、2024年に同省の大臣に任命された。
なお救国政府で開発・人道問題大臣に就任した時の公式発表におけるプロフィール紹介では応用化学を学び修士号取得の準備中であること、救済政府下で薬品製造業務を担当していたことなどが記載されていた。

### 情報大臣
ムハンマド・アル＝ウマル/ ムハンマド・ヤアクーブ・アル＝ウマル
- アラビア語：محمد العمر（Muḥammad al-ʿUmar）/ محمد يعقوب العمر（Muḥammad Yaʿqūb al-ʿUmar）
- 英字表記例：Mohammad al-Omar（口語発音依拠、モハンマド・アル＝オマル）/ Mohammad Yaqoub al-Omar（口語発音依拠、モハンマド・ヤアクーブ・アル＝オマル）
- 政党・所属組織：シャーム解放機構（HTS）、シリア救国政府
- 就任日：2024年12月10日

1992年、ヌスラ戦線の裁判官も務めたヤアクーブ・アル＝ウマル（-・アル＝オマル）師（2014年、反体制組織同士の対立を調停しに行く途中で自動車が爆破され我が子とともに死亡）の長男としてイドリブ県で誕生。救国政府サイトでの過去公式発表や新暫定政権発足時の発表では報道・メディアの修士課程で勉強中との紹介がなされたが、在学中教育機関の名称は非公表。現地では彼がイドリブ大学で農業工学の学位を取得しイドリブ郊外にある私立アッ＝シャマール大学政治学部第3学年在学中だとの報道も見られる。
シリアの反体制活動では主にメディア・報道の分野で活躍。ヌスラ戦線、シャーム解放機構（HTS）のメディア部門に所属し活動組織のニュースや戦闘の様子を伝える業務に従事、2019年には救国政府の報道機関シャーム・ニュース・ネットワーク（アラビア語：وكالة أنباء الشام, wikālat ʾanbāʾ al-Shām, ウィカーラト・アンバー・アッ＝シャーム、英語名：Shaam News Network）に寄与。2022年～2024年には救国政府の情報大臣を務めた。

### 保健大臣
マーヒル・アッ＝シャルウ
- アラビア語: ماهر الشرع（文語アラビア語発音：Māhir al-Sharʿ[58][59]）
- 英字表記例：Maher al-Sharaa（口語発音依拠、マーヘル・アッ＝シャルア(/シャラア)）
- 政党・所属組織：シャーム解放機構（HTS）、シリア救国政府
- 就任日：2024年12月16日

アフマド・アッ＝シャルウ（アラビア語: أحمد الشرع, Aḥmad al-Sharʿ、口語発音：アフマド・アッ＝シャルア/シャラア）（通称・戦闘名：アブー・ムハンマド・アル＝ジャウラーニー（文語アラビア語発音: أبو محمد الجولاني, Abū Muḥammad al-Jawlānī）の兄。一家の長男で1973年にダマスカスで生まれた。医学博士で専門は婦人科（不妊治療）。あわせて医療管理の学士を有する。
2024年12月にはシリア暫定政府・暫定政権の保健相に就任することが報じられた。大統領としてバッシャール・アル＝アサドが兄弟のマーヒル・アル＝アサド（マーヘル・アル＝アサド）を重用した縁故主義が繰り返されるのではないかといった議論・不安視の声も聞かれ、偶然にもファーストネームが全く同じマーヒル（マーヘル）であることも話題に上がった。これについては、国の状況が落ち着くまでの一時的な措置であると暫定政権サイドにより説明が行われている。

### 教育大臣
ナズィール・アル＝カーディリー/ ナズィール・ムハンマド・アル＝カーディリー
- アラビア語：نذير القادري（文語アラビア語発音：Nadhīr al-Qādirī）/ نذير محمد القادري（文語アラビア語発音：Nadhīr Muḥammad al-Qādirī）
- 英字表記例：Nazir al-Qadri（口語発音依拠、ナズィール・アル＝カードリー）/ Nazir Mohammad al-Qadri（口語発音依拠、ナズィール・モハンマド・アル＝カードリー）
- 政党・所属組織：シャーム解放機構（HTS）、シリア救国政府
- 就任日：2024年12月10日

1970年、ダマスカス生まれ。ダマスカス大学でアラビア語を専攻、アラブ文学研究により修士号を取得した。18年間教師として勤務したが2008年アサド政権により逮捕・投獄され2018年に釈放。その後、反体制派地域での教育活動に従事するようになり、イドリブの救国政府による教育活動に参画。2023年には教育大臣に任命された。

### 高等教育大臣
アブドゥルムンイム・アブドゥルハーフィズ
- アラビア語: عبد المنعم عبد الحافظ（文語アラビア語発音：ʿAbd al-Munʿim ʿAbd al-Ḥāfiẓ）
- 英字表記例：Abdel Moneim Abdel Hafez（口語発音依拠、アブデルモンイム・アブデルハーフェズ）
- 政党・所属組織：シャーム解放機構（HTS）、シリア救国政府
- 就任日：2024年12月10日

1961年、イドリブ県の農村マアッルシューリーン生まれ。1983年アレッポ大学で自然科学（生物学）学士を取得。フランスのルーアン大学では分子生物学を専攻、1991年に博士号を取得した。2010年代以降は解放地区の複数大学で理系学部の学長を務め、2024年にはイドリブの救国政府で高等教育・科学研究大臣に就任した。

### ワクフ大臣（寄付省大臣、ワクフ省大臣）
フサーム・ハーッジュ・フサイン
- アラビア語: حسام حاج حسين（文語アラビア語発音：Ḥusām Ḥājj Ḥusayn(/Ḥusain)）
- 英字表記例：Hussam Haj Hussein（口語発音依拠、フサーム・ハーッジ(ュ)・フセイン）
- 政党・所属組織：シャーム解放機構（HTS）、シリア救国政府
- 就任日：2024年12月10日

1977年、イドリブ県生まれ。ダマスカス大学出身で、イスラーム法学のイジャーザ（免状）と教育資格ディプロマを有する。2002年よりイスラーム教育の教師として働き、解放地区における宗教活動に従事した。2018年にはイドリブ南部におけるワクフ（寄付財、寄進財）管理の職に就き、モスク管理職、救国政府ワクフ省副大臣を経て、2021年～2024年にはイドリブのシリア救国政府ワクフ・教導省の大臣を務めた。。

### 女性問題局長（女性問題担当局長）
アーイシャ・アッ＝ディブス
- アラビア語: عائشة الدبس（文語アラビア語発音：ʿĀʾisha(/ʿĀʾishah) al-Dibs）
- 英字表記例：Aisha al-Dibs
- 政党・所属組織：―
- 就任日：2024年12月22日

ダマスカス生まれ。ダマスカス大学で経営学の修士号を取得。長年女性の権利ならびに人権問題の分野に従事、イドリブでは女性たちのための組織を設立、加えてトルコ国内シリア人キャンプでも活動するなど、国内外でシリア人たちの支援を行ってきた。暫定政府が新設した部局への就任が決まった際、アサド政権下で逮捕・投獄されていた女性たちの状況把握と支援などを表明。SNS上にはシリアの女性たちが相談しやすいようにと連絡先として彼女の電話番号が掲載された。

### スポークスマン
ウバイダ・アルナーウート
- アラビア語: عبيدة أرناؤوط[68]（文語アラビア語発音：ʿUbayda(h)/ʿUbaida(h) Arnāʾūṭ）
- 英字表記例：Obaida Arnaout（口語発音依拠、オバイダ・アルナーウート）/ Obeida Arnaout（口語発音依拠、オベイダ・アルナーウート）
- 政党・所属組織：シャーム解放機構（HTS）

新暫定政府発足前はシャーム解放機構（HTS）政治問題局のスポークスマンをしていた。